# Royal Opera House (Valletta)

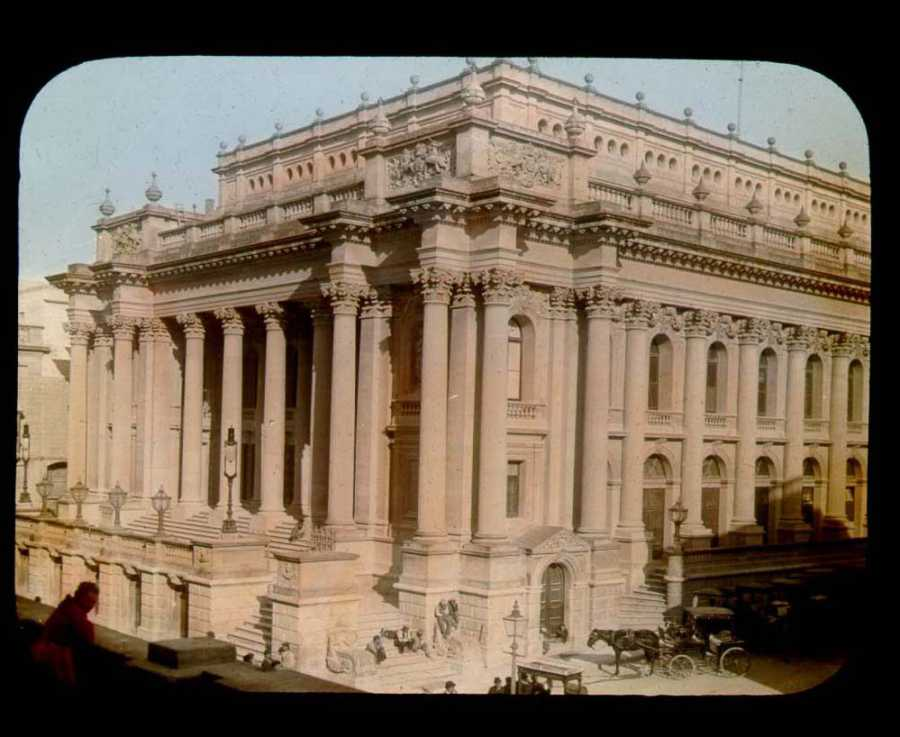
Das Royal Opera House im Jahr 1896

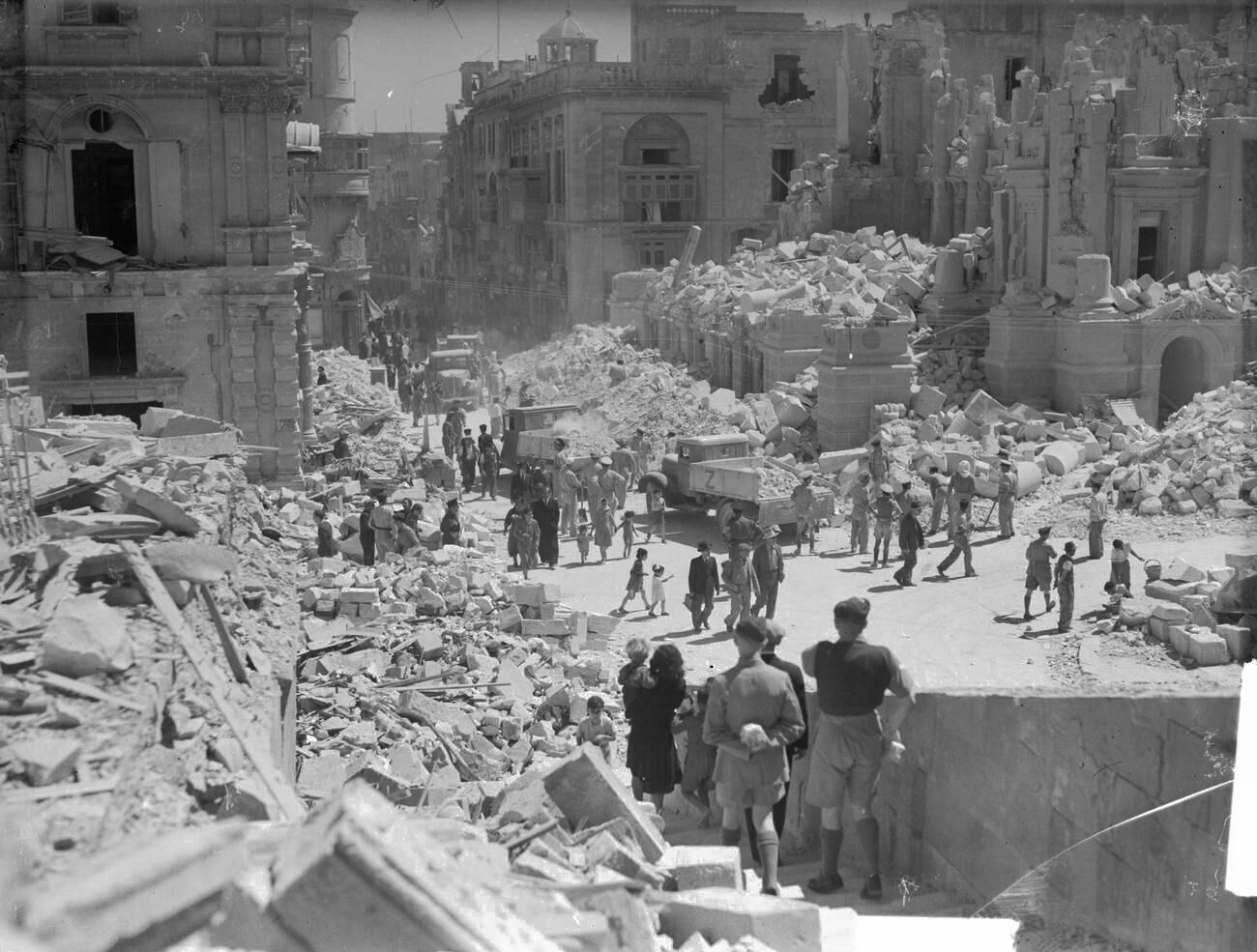
Bombenschäden in Valletta im April 1942. Rechts ist die Ruine des Royal Opera House zu erkennen

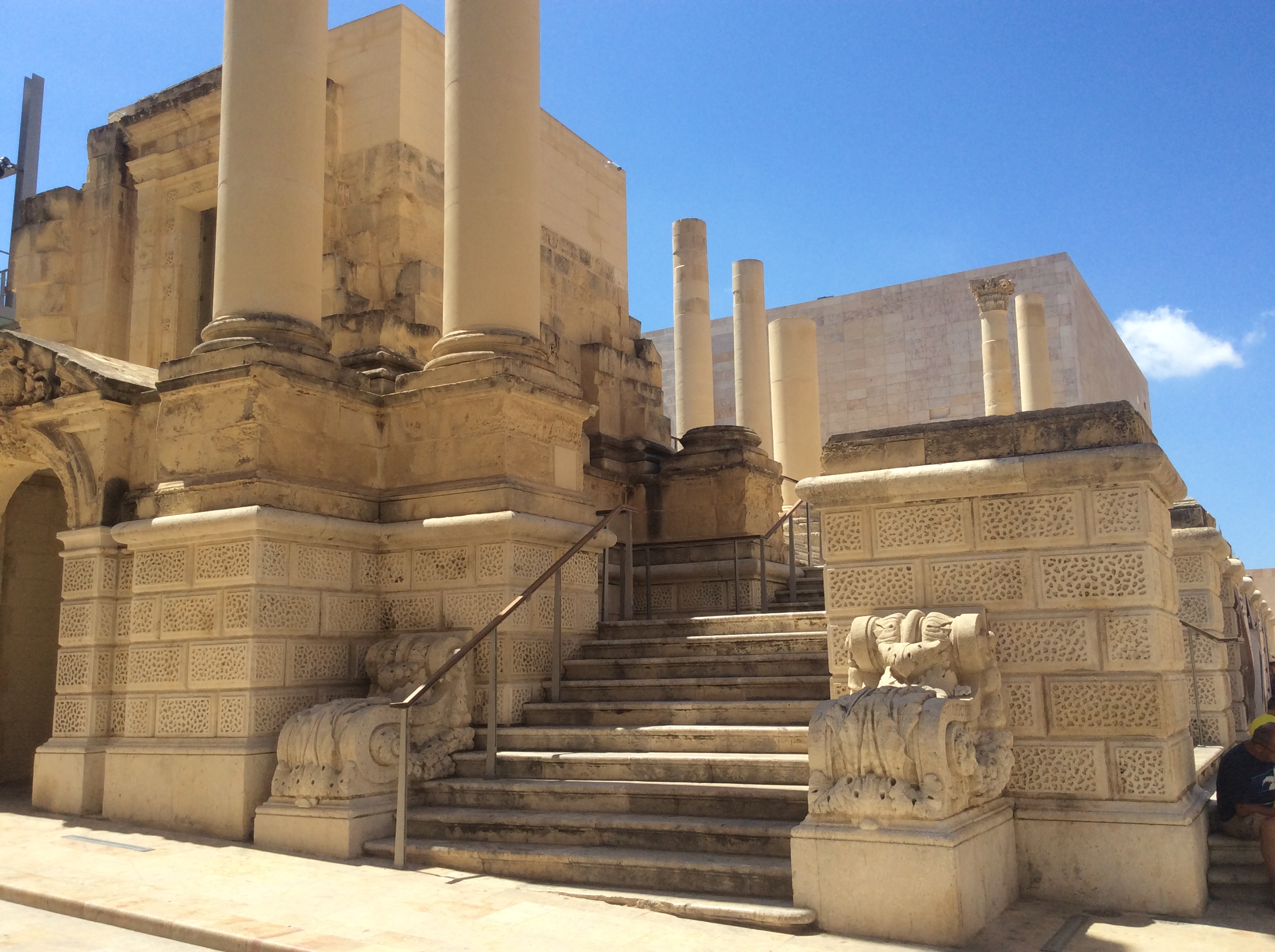
Treppenaufgang, im Hintergrund das neue Parlamentsgebäude (2013)

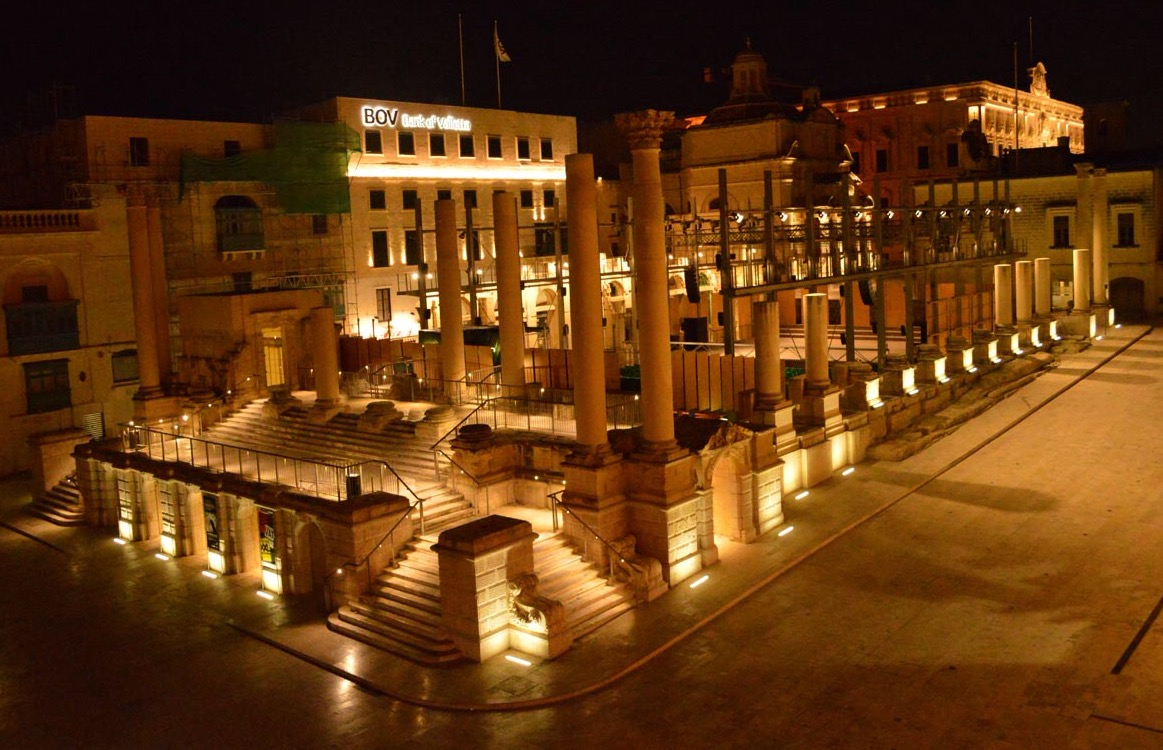
Pjazza Teatru Rjal bei Nacht

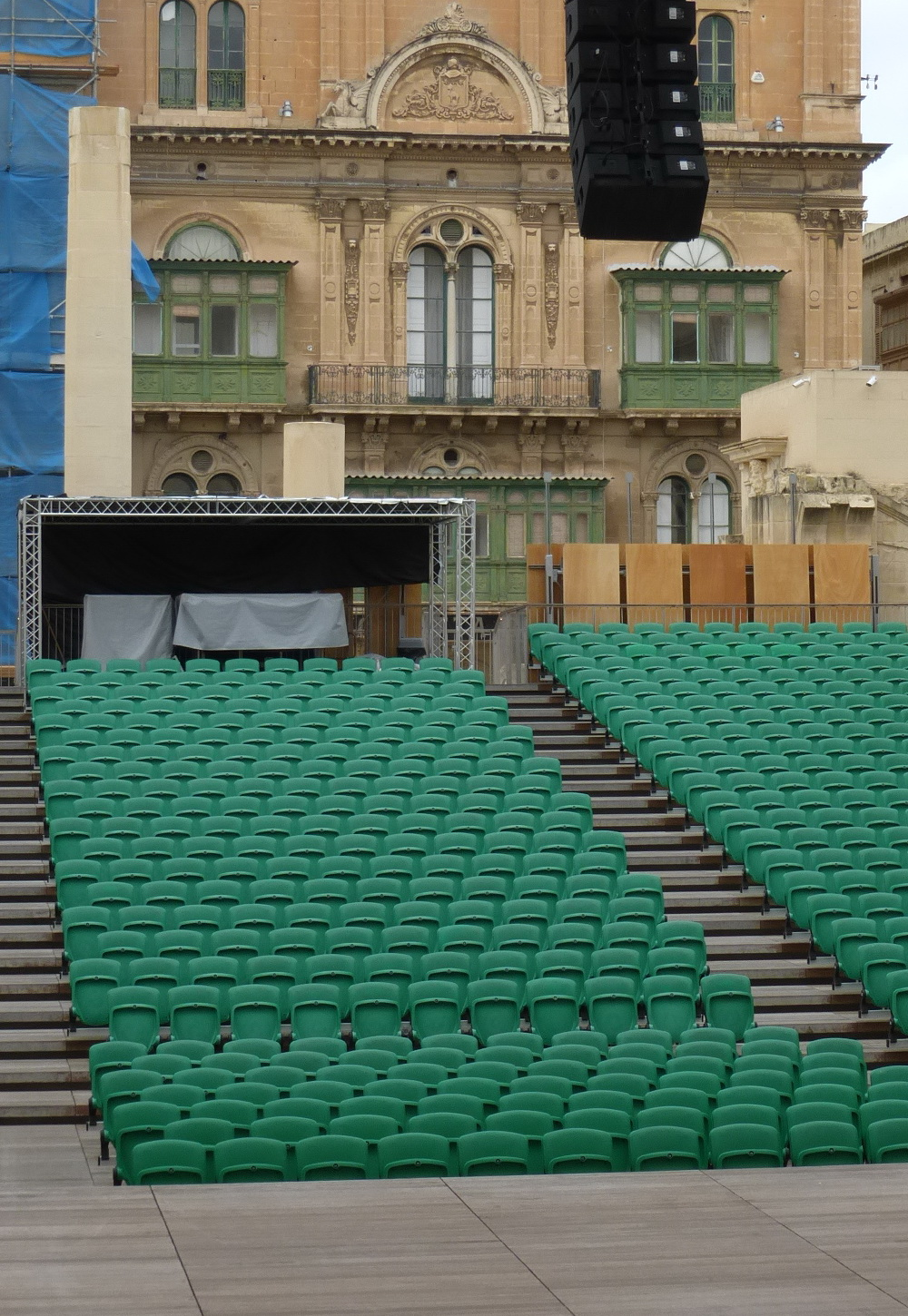
Blick in den Zuschauerraum

Das Royal Opera House (maltesisch It-Teatru Rjal) ist ein ehemaliges Opernhaus in der maltesischen Hauptstadt Valletta. Das 1866 errichtete Gebäude wurde im Zweiten Weltkrieg weitgehend zerstört und dient heute als Freilichtbühne.

## Geschichte
Mit dem Teatru Manoel verfügte Valletta seit 1732 über ein eigenes Opernhaus. Als Mitte des 19. Jahrhunderts die Oper in Malta immer populärer wurde, zeichnete sich ab, dass seine 623 Plätze bald nicht mehr ausreichen würden. Es wurde daher beschlossen, auf einem 63 mal 34 Meter großen Areal an der Strada Reale (Kingsway, heute Triq ir-Repubblika / Republic Street) im Westen Vallettas ein neues Opernhaus zu errichten. Den Auftrag erhielt der Architekt Edward Middleton Barry, der zuvor bereits das heutige Royal Opera House in London entworfen hatte.
Die örtliche Bauleitung hatte der maltesische Architekt Salvatore Fenech. Das Projekt verzögerte sich, da Barry, der selbst nie vor Ort war, das zur Strada Reale hin abfallende Gelände nicht berücksichtigt hatte und daher an der nordwestlichen Fassade eine 3 Meter hohe Terrasse mit Treppenaufgängen ergänzt werden musste.
Am 9. Oktober 1866 wurde das Gebäude nach fünfjähriger Bauzeit mit einer Aufführung der Oper I puritani von Vincenzo Bellini feierlich eingeweiht. Es verfügte über 1095 Sitz- und 200 Stehplätze, gut das Doppelte des Teatru Manoel.
Am Abend des 25. Mai 1873 brach im Theater ein Feuer aus, das den Innenraum praktisch völlig zerstörte. Der Wiederaufbau wurde unverzüglich in Angriff genommen, und am 11. Oktober 1877 konnte das Opernhaus ein zweites Mal eingeweiht werden. Alleine in der ersten Saison nach der Wiedereröffnung wurden 24 verschiedene Opern gespielt, darunter 19 Aufführungen von Giuseppe Verdis Aida.
In den folgenden Jahrzehnten traten im Royal Opera House zahlreiche international bekannte Künstler auf, beispielsweise Antonio Scotti, Bidu Sayão und Giulietta Simionato.
Bei einem schweren Luftangriff durch die Luftwaffe während der Belagerung von Malta im Zweiten Weltkrieg wurde das Royal Opera House am 7. April 1942 ein zweites Mal schwer beschädigt. Die Vorderseite, das Auditorium und das Dach wurden zerstört, die Rückseite des Gebäudes auf halber Höhe der Kolonnade war jedoch intakt geblieben. Die verbliebenen Teile wurden etwa zehn Jahre später aus Sicherheitsgründen abgetragen, obwohl eine Rettung des Gebäudes nach Meinung des die Arbeiten leitenden Architekten möglich gewesen wäre. Der Rest blieb als Ruine stehen.

## Nutzung nach dem Zweiten Weltkrieg
In den Jahrzehnten nach dem Krieg gab es verschiedene Versuche und Ideen zur Nutzung des Grundstücks und der Überreste des Theaters. Ein Architektenwettbewerb im Jahre 1953 brachte zwar einen Sieger hervor, das Projekt verlief jedoch im Sande. Der Innenraum des Theaters wurde später als Parkplatz genutzt, einige frühere Kartenschalter beherbergten kleine Läden.
In den 1980er Jahren wurde der italienische Architekt Renzo Piano beauftragt, die gesamte Umgebung zu überplanen. Obwohl seine Pläne von der Regierung genehmigt wurden, wurde auch dieses Projekt nicht verwirklicht.

## Pjazza Teatru Rjal
2006 griff die maltesische Regierung Pianos Pläne wieder auf. An der Stelle des Royal Opera House sollte nun das neue Parlamentsgebäude entstehen. Piano konnte seine Auftraggeber jedoch davon überzeugen, das Parlamentsgebäude auf einem benachbarten Grundstück zu errichten und die Ruinen des alten Opernhauses in ein Freilufttheater umzuwandeln. Außerdem umfasste das Projekt mit dem City Gate die Errichtung eines komplett neuen Zugangs zur Stadt. Das Freilufttheater, das in der Zwischenzeit den Namen Pjazza Teatru Rjal erhalten hatte, wurde am 8. August 2013 eingeweiht.
Das Pjazza Teatru Rjal verfügt über maximal 897 Sitzplätze, davon 215 im Parkett und 682 auf einer Tribüne. Die Bühne misst 19,5 mal 11,8 Meter. Vor der Bühne befinden sich mehrere in der Höhe verfahrbare Plattformen, die als Vergrößerung der Bühne oder als Orchestergraben dienen können. Auf der Rückseite des Theaters wurden unterirdische Umkleideräume, Garderoben und Lagerräume angelegt.